# Songs About Fucking
Songs About Fucking – drugi album noiserockowej grupy Big Black, wydany w 1987 roku.
Zawiera cover The Model Kraftwerk, a w wersji na CD dodatkowo He's a Whore Cheap Trick.

## Lista utworów
1. "The Power of Independent Trucking"  – 1:27
2. "The Model"  – 2:34
3. "Bad Penny"  – 2:33
4. "L Dopa"  – 1:40
5. "Precious Thing"  – 2:20
6. "Colombian Necktie"  – 2:14
7. "Kitty Empire"  – 4:01
8. "Ergot"  – 2:27
9. "Kasimir S. Pulaski Day"  – 2:28
10. "Fish Fry"  – 2:06
11. "Pavement Saw"  – 2:12
12. "Tiny, King of the Jews"  – 2:31
13. "Bombastic Intro"  – 0:35
14. "He's a Whore"  – 2:37*

- *tylko na CD

## Skład
- Dave Riley – gitara basowa
- Santiago Durango (jako Melvin Belli) – gitara
- Steve Albini – gitara, wokal
- Roland TR-606 – perkusja